# Ework Group
Ework Group AB är ett svenskt företag grundat år 2000 med verksamhet i Sverige, Finland, Norge, Polen och Danmark. Företaget förmedlar konsulter i samarbete med små och medelstora konsultföretag inom IT, telekom, teknik och verksamhetsutveckling. Ework Group AB är listat på Stockholmsbörsen (listan Small Cap Norden) och omsatte cirka 9,5 Miljarder SEK år 2017.